# 天牢六
天牢六（56 UMa）是在大熊座的一顆恆星，視星等5.03。它是一顆單線光譜聯星，軌道週期約為45年。它的伴星很可能是一顆大約在10萬年前爆炸的超新星產生的大質量中子星。